# Klony (województwo warmińsko-mazurskie)
Klony – wieś w Polsce położona w województwie warmińsko-mazurskim, w powiecie olsztyńskim, w gminie Świątki. Wieś znajduje się w historycznym regionie Warmia. Jest siedzibą sołectwa.
Według podziału administracyjnego Polski obowiązującego w latach 1975–1998 miejscowość należała do województwa olsztyńskiego.